# Villa Donatello
La villa Donatello est un palais construit vers 1870 sur les Viali di Circonvallazione à Florence pour abriter la résidence florentine des princes Rospigliosi. Jusqu'en 2018, il abritait un établissement médico-sanitaire privé du même nom.

## Histoire et description
Le bâtiment, construit dans un style néoclassique comme toutes les autres résidences de la haute bourgeoisie et de la cour royale qui s'installa dans la capitale toscane à l'époque de Florence Capitale (1865-1870), possède toutes les caractéristiques d'une villa tant pour l'architecture que pour la présence du grand espace en partie vert qui l'entoure. Il a été commandé par les princes Rospigliosi lorsque, conformément au plan d'urbanisme de Giuseppe Poggi et au désir de donner à Florence un visage plus européen avec une forte empreinte parisienne, les anciens murs ont été démolis, laissant place à la création d'avenues et de nouvelles grandes places, parmi lesquelles la Piazzale Donatello.
Au début du XXe siècle, il passa aux Sœurs de Nevers et à partir de 1946, il fut utilisé comme établissement de santé, accueillant la maison de repos du même nom, devenant la propriété du groupe Fondiaria Sai.
Sur la porte donnant sur l'avenue se trouve un écu aux armes des Rospigliosi (écartelé en or et bleu, avec quatre losanges l'un dans l'autre) et d'une autre famille non identifiée.

## Autres projets
- Wikimedia Commons contient des images ou des liens sur Villa Donatello.

## Source de traduction
- (it) Cet article est partiellement ou en totalité issu de l’article de Wikipédia en italien intitulé « Villa Donatello » (voir la liste des auteurs).